# Hegylakó (film, 1986)
A Hegylakó (eredet cím: Highlander) 1986-ban bemutatott amerikai fantasyfilm Russell Mulcahy rendezésében. Producere Peter S. Davis. A forgatókönyvet Gregory Widen írta. A főszerepekben Christopher Lambert és Sean Connery láthatóak. A zenéjét Michael Kamen szerezte. A mozifilm gyártója az EMI Films, forgalmazója a 20th Century Fox. Műfaja akciófilm, kalandfilm és fantasyfilm.
Franciaországban 1986 januárjában, az Amerikai Egyesült Államokban 1986. március 7-én mutatták be a mozikban. Magyarországon 3 változat is készült belőle. Először egy magyar feliratos változat készült, amelyet 1989. január 26-án vetítettek a hazai mozikban, utána egy magyar szinkronos változat, amelyet 1991-ben adtak ki VHS-en, aztán még egy magyar szinkronos változat, amelyet 2000-ben adtak le a televízióban. Még négy folytatás készült hozzá. Az öt hosszú film mellett két sorozat is készült, 1992 és 1998 között egy 119 részes filmsorozat és 1994–1996 között egy 40 részes rajzfilmsorozat ugyanezzel a címmel.
A film a maga idejében hatalmas sikert aratott és a Queen által énekelt betétdala a Princes of the Universe a mai napig népszerű sláger. Később két filmsorozat és egy animációs sorozat is készült belőle. Utóbb azonban a film és az őt követő folytatások elvesztették a népszerűségüket és a nézőknek igencsak negatív a véleménye az alkotásról.

## Cselekmény
A filmben Christopher Lambert játssza a címszereplőt, Connor MacLeodot, aki a történet szerint 1518. január 1-jén született egy félreeső skót faluban. A skót tizennyolc éves, amikor halálos sebet kap a Fraser klán elleni csatában egy Kurgan nevű orosz kardjától. A klán többi tagja nagy szerencséjére elviszi a csatatérről, mielőtt Kurgan a fejét venné. Megállapítják, hogy sebe halálos, ám MacLeod hamarosan felgyógyul belőle. A klán tagjai azt hiszik, hogy felgyógyulása ördögi és az ördöggel cimborál, ezért elűzik. Valamivel délebbre egy öreg kovács, Angus McDonald befogadja, és kitanítja mesterségére. MacLeod beleszeret mestere lányába, Heatherbe és három évvel később 1539-ben Angus halála után feleségül is veszi. Ám két év múlva, 1541-ben megjelenik nála egy spanyol férfi, Juan Ramírez (Sean Connery), – a „Páva” – aki azt állítja, hogy ő, az ifjú skóthoz hasonlóan halhatatlan. Mióta Kr. e. 851-ben az ókori Egyiptomban egy szekér halálra gázolta, nem öregszik, minden sebből felgyógyul és nem lehet megölni, csak ha a fejét elválasztják a testétől. Azt is elmondja MacLeodnak, hogy a halhatatlanok élete csupa harc és küzdelem. Ugyanis egy régi legenda szerint „végül csak egy maradhat”. Halhatatlanok százai, sőt ezrei járják a világot és vívnak egymással életre-halálra. A legenda szerint aki utolsónak marad, hatalmas jutalmat „nyer”.
Ramírez kitanítja MacLeodot a vívásra és miképp maradjon életben. Ám következő év telén megjelenik Kurgan, az az orosz, aki halálra sebezte MacLeodot hat évvel azelőtt, és párbajban legyőzi (lefejezi) Ramírezt, aki így 2439 év után befejezi hosszúra nyúlt életét. MacLeod megmenekül. Bár Ramírez azt tanácsolta, hagyja el a tanyát, ő még negyvenöt évig, felesége haláláig, sőt még utána három évig ott marad. Végül 1590-ben felgyújtja a tanyát és útnak indul.
Ezután évszázadokig járja a világot. Fő célja, hogy fellelje Kurgant, mestere gyilkosát, és a fejét vegye. Végül 1985-ben New Yorkban sor kerül a végső csatára, ahol MacLeod diadalmaskodik és megöli az akkor már 2996 éves oroszt.

## Szereplők
| Szerep                | Színész             | Magyar hang            | Magyar hang          |
| Szerep                | Színész             | 1. szinkron (1990)     | 2. szinkron (1997)   |
| --------------------- | ------------------- | ---------------------- | -------------------- |
| Connor MacLeod        | Christopher Lambert | Jakab Csaba            | Kautzky Armand       |
| Brenda Wyatt          | Roxanne Hart        | Détár Enikő            | Kovács Nóra          |
| Kurgan                | Clancy Brown        | Koroknay Géza          | Hankó Attila         |
| Juan Ramírez          | Sean Connery        | Tolnai Miklós          | Kristóf Tibor        |
| Heather               | Beatie Edney        | Kiss Erika             | Gubás Gabi           |
| Frank Moran hadnagy   | Alan North          | Izsóf Vilmos           | Dobránszky Zoltán    |
| Walter Bedsoe nyomozó | Jon Polito          | Cs. Németh Lajos       | Pálfai Péter         |
| Rachel Ellenstein     | Sheila Gish         | Andresz Kati           | Zsolnai Júlia        |
| Sunda Kastagir        | Hugh Quarshie       | Sinkovits-Vitay András | Csík Csaba Krisztián |
| Kirk Matunas          | Christopher Malcolm | Orosz István           | Balázsi Gyula        |
| Fasil                 | Peter Diamond       | N/A                    | N/A                  |
| Kate                  | Celia Imrie         | N/A                    | Kéri Kitty           |
| Dugal MacLeod         | Billy Hartman       | Melis Gábor            | Galambos Péter       |
| Angus MacLeod         | James Cosmo         | Téri Sándor            | Sörös Sándor         |
| Bassett               | Ian Reddington      | Téri Sándor            | N/A                  |
| Murdoch főnök         | Alistair Findlay    | Varga Tamás            |                      |
| Garfield              | Edward Wiley        | Kassai Károly          | Breyer Zoltán        |
| Rainey atya           | James McKenna       | Antal László           | Welker Gábor         |
| Kenny                 | John Cassady        | N/A                    | N/A                  |
| Hotchkiss             | Sion Tudor Owen     | N/A                    | N/A                  |
| Tony, a hotdog-árus   | Damien Leake        | Bolba Tamás            | N/A                  |
| Dr. Willis Kenderly   | Gordon Sterne       | N/A                    | Áron László          |
| Erik Powell           | Ron Berglas         | Várkonyi András        | N/A                  |
| Öreg kocsitulajdonos  | Frank Dux           | Szoó György            | N/A                  |
| Részeg a hotelben     | Prince Howell       | Komlós András          | N/A                  |

- További magyar hangok (2. magyar változat): Beratin Gábor, Kapácsy Miklós, Koffler Gizi, Palóczy Frigyes, Vizy György

## Televíziós megjelenések
- HBO, Zone Europa (1. szinkron)
- RTL Klub, TV2, m1, Filmmúzeum/Film Mania, Film+, Story4 (2. szinkron)